# Melissa Mayfield
Melissa Mayfield –conhecida como Mindee Mayfield– (Northville) é uma desportista estadounidense que competiu no ciclismo na modalidade de pista, especialista na prova de perseguição individual.
Ganhou duas medalhas de bronze no Campeonato Mundial de Ciclismo em Pista, nos anos 1987 e 1988.

## Medalheiro internacional
| Campeonato Mundial | Campeonato Mundial | Campeonato Mundial | Campeonato Mundial     |
| Ano                | Lugar              | Medalha            | Competição             |
| ------------------ | ------------------ | ------------------ | ---------------------- |
| 1987               | Viena ( Áustria)   | Medalha de bronze  | Perseguição individual |
| 1988               | Gante ( Bélgica)   | Medalha de bronze  | Perseguição individual |